# Hoochie Coochie Man
()
Hoochie Coochie Man, sul disco incisa come I'm your hoochie coochie man, è una canzone scritta da Willie Dixon e cantata da Muddy Waters. È una delle canzoni blues più conosciute al mondo con il suo leggendario riff di chitarra ripetitivo. Si trova al 225º posto nella Lista delle 500 migliori canzoni secondo Rolling Stone.

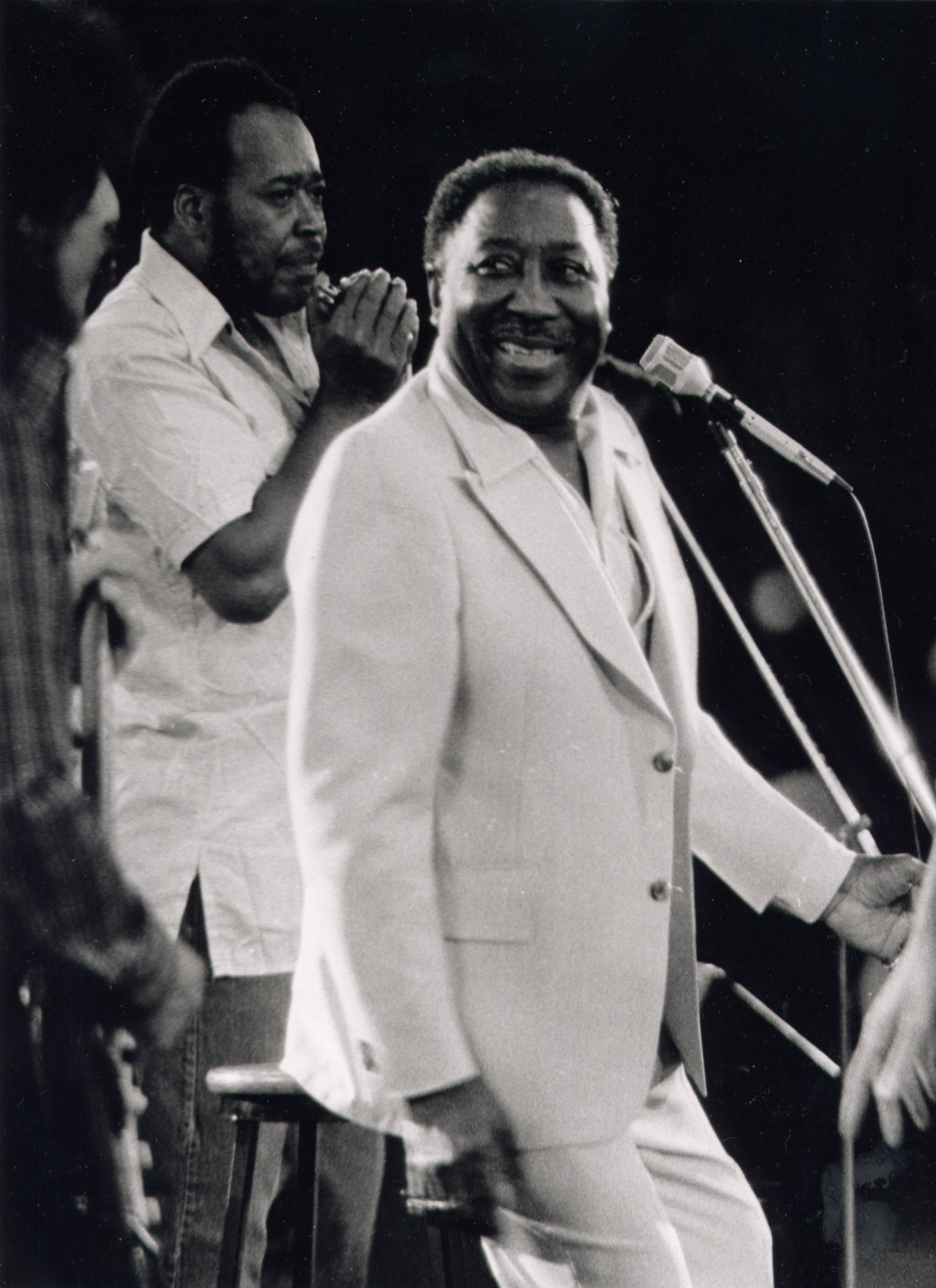
Muddy Waters

## Musicisti
- Muddy Waters - voce, chitarra
- Little Walter - armonica
- Otis Spann - pianoforte
- Jimmy Rogers - chitarra
- Willie Dixon - basso
- Fred Below - batteria

## Cover
- Steppenwolf in Steppenwolf, 1968